# Mahir Emreli
Mahir Emreli, né le 1er juillet 1997 à Bakou, est un footballeur azerbaïdjanais. Il évolue au poste d'ailier gauche ou d'attaquant au FC Kaiserslautern.

## Carrière

### En équipe nationale
Mahir Mədətov joue avec les moins de 17 ans, moins de 19 ans, puis avec les espoirs. Il inscrit un but avec les moins de 19 ans et un but avec les espoirs.

## Statistiques
| Saison                | Club                  | Championnat           | Championnat | Championnat | Coupe(s) nationale(s) | Coupe(s) nationale(s) | Compétition(s) continentale(s) | Compétition(s) continentale(s) | Compétition(s) continentale(s) | Total | Total |
| Saison                | Club                  | Division              | M.          | B.          | M.                    | B.                    | Comp.                          | M.                             | B.                             | M.    | B.    |
| 2014-2015             | FK Bakou              | Premyer Liqası        | 17          | 0           | 3                     | 1                     | -                              | -                              | -                              | 20    | 1     |
| Sous-total            | Sous-total            | Sous-total            | 17          | 0           | 3                     | 1                     | -                              | -                              | -                              | 20    | 1     |
| 2015-2016             | Qarabağ FK            | Premyer Liqası        | 16          | 7           | 5                     | 1                     | -                              | -                              | -                              | 21    | 8     |
| 2016-2017             | Qarabağ FK            | Premyer Liqası        | 7           | 1           | 0                     | 0                     | C1+C3                          | 3+2                            | 0+0                            | 12    | 1     |
| Sous-total            | Sous-total            | Sous-total            | 23          | 8           | 5                     | 1                     | -                              | 5                              | 0                              | 33    | 9     |
| Total sur la carrière | Total sur la carrière | Total sur la carrière | 40          | 8           | 8                     | 1                     | -                              | 5                              | 0                              | 53    | 9     |

## Palmarès
- Championnat d'Azerbaïdjan : 2016, 2017 et 2018
- Coupe d'Azerbaïdjan : 2016 et 2017